# Stepove, Hadeaci
Stepove (în ucraineană Степове; în trecut, Jovtneve, în ucraineană Жовтневе) este un sat în comuna Seredneakî din raionul Hadeaci, regiunea Poltava, Ucraina.

## Demografie
Componența lingvistică a localității Stepove
     Ucraineană (100%)
Conform recensământului din 2001, toată populația localității Stepove era vorbitoare de ucraineană (100%).